# Alison Weir (activiste)
Alison Weir est une militante américaine qui essaie de faire valoir son point de vue sur le conflit israélo-palestinien. Elle est la fondatrice et la directrice exécutive de l'organisation à but non lucratif If Americans Knew (IAK) (« Si les Américains savaient »), et la présidente du Conseil pour l'intérêt national (CNI),(Council for the National Interest). Elle est connue pour ses opinions critiques sur Israël. Elle écrit pour la Unz Review, un site qui se décrit comme une alternative aux médias du courant dominant. 
Elle est l'auteure de Against Our Better Judgment: The hidden history of how the U.S. was used to create Israël. Elle est connue, ainsi que son organisation, pour avoir critiqué la couverture médiatique sur Israël, ce qui lui a valu des critiques mais aussi des éloges.

## Militantisme
Après son retour aux États-Unis, elle fonde If Americans Knew. 
Elle publie une colonne sur la Unz Review, et sur d’autres sites. Dans un article intitulé Choosing to Act: Anti-Semitism is Wrong, elle écrit : « Chaque génération a la possibilité d'agir avec courage - de s'opposer au genre d'injustice et de brutalité impensable qui sévit au Moyen-Orient. Ou de détourner les yeux et rester silencieux ». 
Elle a qualifié Israël d'« État-nation imposé de manière violente et fondée sur l’ethnie » et écrit que « le conflit israélo-palestinien est au sein d'événements graves dans le monde - et dans notre nation - aujourd’hui ». 
Le diplomate Andrew Killgore a écrit dans un article pour CounterPunch en 2014 : « Il faut féliciter Alison Weir pour avoir si brillamment éclairé la relation entre les États-Unis et Israël ». La Ligue anti-diffamation qualifie Weir de « voix remarquable dans le mouvement anti-israélien ». 
Le Jewish Voice for Peace (JVP) ne l'a pas accusée d'avoir des opinions anti-juives, mais d'avoir accordé des interviews à des personnes qui, selon JVP, avaient des opinions anti-juives et d'avoir décrié certains des sites Web qui avaient repris ses écrits,. Weir a répondu en détail aux accusations ce qui a provoqué un large débat parmi les militants,. 
En écrivant sur l'antisémitisme, elle a ainsi argumenté : « En réalité, assimiler les méfaits d'Israël avec la judéité est la forme la plus profonde et la plus insidieuse d'antisémitisme de toutes ». 
Plus de 2 000 militants ont signé une lettre ouverte en sa faveur, notamment Richard Falk, ancien reporter spécial des Nations unies sur les territoires palestiniens et professeur de droit international émérite à l'Université de Princeton ; Samia Khoury, membre fondateur du conseil curateurs de l'université de Birzeit ; Hedy Epstein, militante et survivante de l'Holocauste ; George Rishimawi, directeur du centre de rapprochement pour la Palestine et le cofondateur de l'International Solidarity Movement ; les activistes de la paix Ann Wright, Arun Gandhi, Ray McGovern et Cindy Sheehan ; le fondateur du Comité anti-discrimination américano-arabe et ancien sénateur James Abourezk ; et de nombreux membres du JVP. Les signataires étaient « consternés par les récentes attaques non fondées contre l'une des meilleures organisations travaillant sous ce titre : If Americans Knew, et contre sa dirigeante dévouée, Alison Weir », et estimaient que les accusations portées contre elle étaient « scandaleuses et sans fondement »,.

## If Americans Knew
Elle a fondé If Americans Knew (IAK), organisation à but non lucratif basée en Californie, après sa visite de la Cisjordanie et de la bande de Gaza au cours de la deuxième Intifada en 2001. Weir décrit IAK comme « une organisation qui fournit des informations sur des sujets importants qui sont mal rapportés ou non rapportés par les médias américains », avec l'objectif principal d'analyser la couverture médiatique du conflit Israëlo-Palestinien. 
IAK, a décrit ainsi sa mission : « Le conflit israélo-palestinien est l’une des principales causes d’instabilité dans le monde. Les Américains sont directement connectés à ce conflit et de plus en plus touchés par sa dévastation. L'objectif de If Americans Knew est de fournir des informations complètes et exactes sur ce problème critique, et il est de notre pouvoir - et de notre devoir - de trouver une solution ». 
Le 16 décembre 2012, IAK a placé une publicité dans le New York Times contenant quatre cartes afin de montrer la perte progressive de terres par les Palestiniens pour Israël entre 1946 et 2010. 

## Conseil de l'intérêt national
En juin 2010, Alison Weir est nommée pour succéder à Eugene Bird, président de longue date du Conseil de l'intérêt national (CNI). 
Le CNI se décrit lui-même comme cherchant à « encourager et promouvoir une politique étrangère américaine au Moyen-Orient, conforme aux valeurs américaines, protégeant nos intérêts nationaux et contribuant à une solution juste du conflit israélo-arabe. L'objectif du CNI est de restaurer un environnement politique en Amérique dans lequel les électeurs et leurs élus sont à l'abri de l'influence et de la pression excessive des pays étrangers et de leurs partisans ». 

## Honneurs et récompenses
En 2004, elle est devenue la première femme à devenir membre honoraire de la Société littéraire Alpha de Phi et a été qualifiée de "Journaliste-conférencière courageuse au nom des droits de l'homme". Parmi les autres membres figurent le président Jimmy Carter et la journaliste Helen Thomas. 
Weir a également remporté des prix de l'American Arab Anti-Discrimination Committee (ADC) et du Council on American-Islamic Relations (CAIR). 

## Livre
Weir est l'auteure de Au mépris du bon sens : L'histoire cachée de la manière dont les États-Unis ont été utilisés pour créer Israël, publié en février 2014. Le sénateur James Abourezk a qualifié le livre de « indispensable pour tous les Américains » dans une critique du Washington Report on Middle Affairs et le membre du Congrès Paul Findley a écrit qu'« Alison Weir est une écrivaine doué qui illumine ici l'histoire négligée ». 